# 性 (生物学)
生物学において、性（せい、sex）とは、有性生殖を行う生物が、雄性配偶子を生むか、雌性配偶子を生むかを決定する形質である。有性生殖では、雄性配偶子と雌性配偶子が融合して接合子が形成され、この接合子が両親の形質を受け継ぐ子孫へと成長する。慣習により、小さくて移動性の高い配偶子（精子）を生成する生物は雄（おす、英: male）と呼ばれ、大きくて移動性の低い配偶子（卵子、しばしば卵細胞と呼ばれる）を生成する生物は雌（めす、英: female）と呼ばれる。両方の種類の配偶子を作る生物を雌雄同体という。
雌雄同体でない種の場合、個体の性別は、いくつかの生物学的性決定システムのいずれかによって決定される。ほとんどの哺乳類種はXY型性決定システムを持っており、通常、雄はX染色体とY染色体を1本ずつ持ち（XY）、雌はX染色体を2本持つ（XX）。動物における他の染色体性決定には、鳥類のZW型、昆虫のXO型などがある。また、爬虫類や甲殻類における温度依存型性決定など、さまざまな環境性決定がある。
ある種の雄と雌は、身体的に似ていることもあれば（性的単型性）、違いを持つこともある（性的二型性）。ほとんどの鳥類や哺乳類を含む性的二型性の種では、個体の性別は通常、その個体の性的特徴を観察することで特定される。性選択（配偶者の選択）は、雌雄間における差異の進化を加速させる可能性がある。
一般に雄と雌という用語は、緑藻のオオバアオサ（Ulva lactuca）のように、個体が同型（見た目が同じ）で、雄性配偶子が同型（大きさや形が区別できない）である性未分化の種には当てはまらない。真菌類のように、個体間の機能的な違いを交配型と呼ぶ場合がある。

## 有性生殖

有性生殖を行う種の生活環は、単相(上側)と複相(下側)の段階を繰り返す

有性生殖（英: sexual reproduction）は、親である2つの個体がそれぞれの遺伝的形質を選択した子孫を残すもので、真核生物に特有のものである。遺伝形質は染色体のデオキシリボ核酸（DNA）にコード化されている。真核生物の細胞は、それぞれの親から1本ずつ、一対になった相同染色体の一式を持っており、この染色体が二重化した段階を「二倍体（diploid）」と呼ぶ。有性生殖の際、二倍体生物は減数分裂によって配偶子と呼ばれる特殊な単数体の性細胞を作り、それぞれの配偶子には一組の染色体が配分される。減数分裂には、染色体の交差による遺伝的組み換えの段階があり、一対をなして対応する染色体の間でDNAの領域が入れ替わることで、それぞれが両親の遺伝子の新しい組み合わせを持つ新しい染色体が形成される。その後、染色体は一式となって配偶子に分割される。受精により配偶子が融合すると、生じる接合子は母親の遺伝物質と父親の遺伝物質を半分ずつ持つ。染色体交差と受精が組み合わされ、二組の別々の染色体セットが一緒になって新しい二倍体の接合子が形成されると、それぞれの親から遺伝形質を受け継いだ新しい生物が誕生する。動物おいて、単数体段階は配偶子においてのみ起こり、その性細胞は融合して接合子を形成し、新しい二倍体生物へと発達する。
植物では、二倍体生物は減数分裂によって単数体の一種の胞子を生成し、この胞子は細胞分裂を繰り返して多細胞の単数体生物を作り出すことができる。いずれの場合も、配偶子は緑藻類のアオサのように外見が似ていることもあれば（同型配偶子）、大きさなどが異なることもある（異型配偶子）。その大きさの違いは、異型配偶子の一種である卵生殖において際だっており、小さな運動性の配偶子が、はるかに大きく運動性のない配偶子と結合する。
慣例により、異型配偶を行う生物では、大きい方の配偶子（卵子または卵細胞と呼ばれる）は雌性と見なされ、小さい方の配偶子（精子または精子細胞と呼ばれる）は雄性と見なされる。大きな配偶子を作る個体は雌性であり、小さな配偶子を作る個体は雄性である。両方の配偶子を持つ個体は雌雄同体と呼ばれる。いくつかの種では、雌雄同体が自家受精して、単独で子孫を残すことができる。             

### 動物

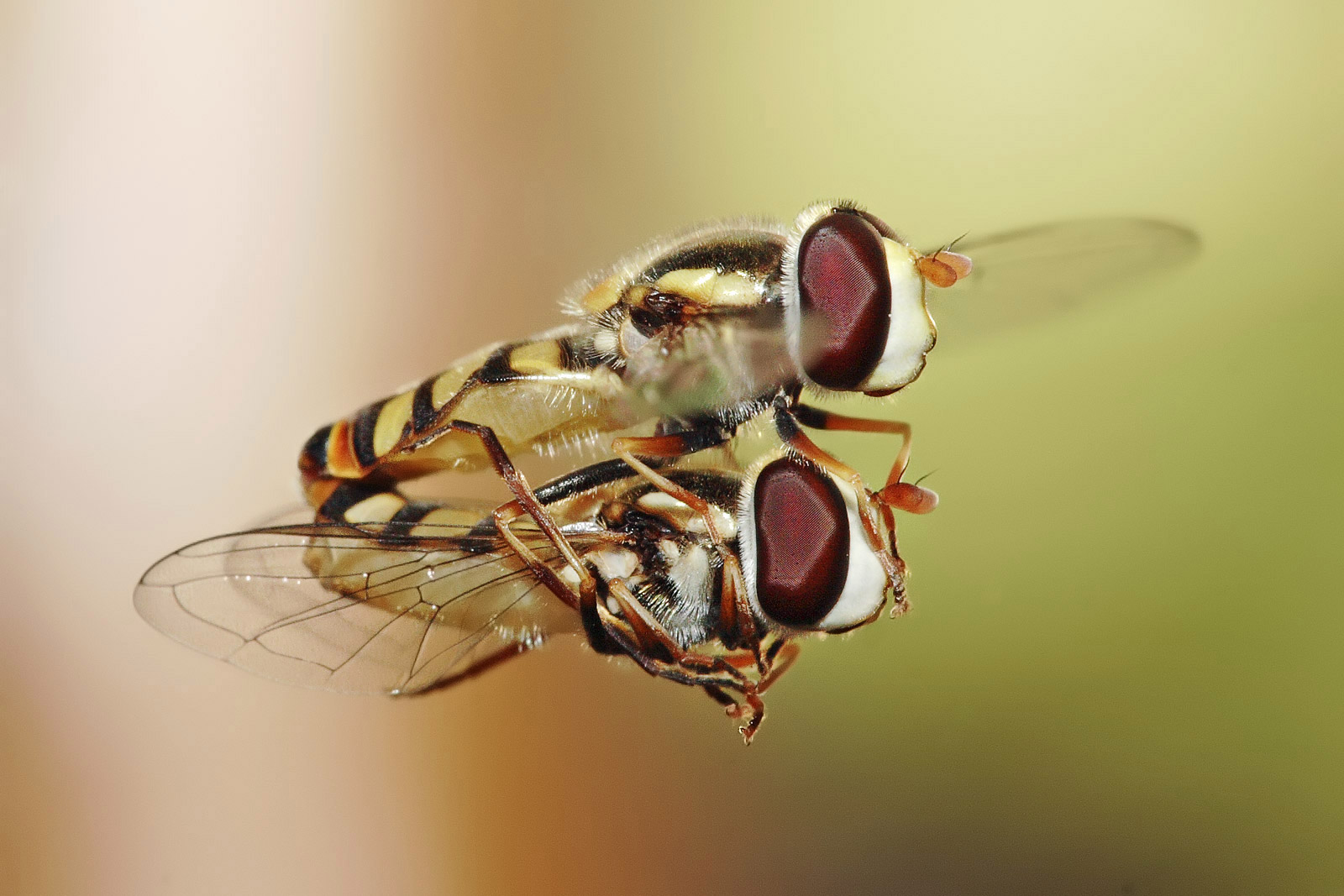
ハナアブの交配

ほとんどの有性生殖を行う動物は、二倍体段階として生活し、単数体段階では単細胞の配偶子に還元する。動物の配偶子には雄と雌があり、それぞれ精子と卵細胞のことを指す。これらの配偶子は結合して胚を形成し、その胚は新しい生物へと発達する。
雄性配偶子である精子（脊椎動物では精巣内で作られる）は、それを推進させる一本の長い鞭毛（べんもう）を持つ小さな細胞である。精子は極度な凝縮細胞であり、胚発生に必要な細胞成分の多くを欠いている。精子は運動性に特化し、卵細胞を探し出し、受精と呼ばれる過程で卵細胞と融合する。
脊椎動物の場合、雌性配偶子である卵細胞は卵巣内で作られる。卵細胞は、発達中の胚に必要な栄養素や細胞成分を含む、大きくて動かない細胞である。卵細胞は多くの場合、胚の発達を支える他の細胞と結びついて卵を形成する。哺乳類では、受精した胚は雌の体内で発達し、母親から直接栄養を受け取る。
たいていの動物は移動して、交配するために異性の配偶者を探す。水中で生活する動物は、卵と精子が周囲の水中に放出されて結合する、体外受精によって交配することができる。しかし、水から離れて生活するほとんどの動物は、配偶子の乾燥を防ぐために精子を直接雌の体内に移す体内受精を行う。
ほとんどの鳥類では、排泄と生殖の両方が、総排出腔と呼ばれる単一の後部開口部を通して行われる。雄と雌は総排出腔キスと呼ばれる過程で総排出腔を触れて精子を輸送する。他の多くの陸上動物では、雄は精子の輸送を補助するために、挿入器と呼ばれる特殊な性器を使用する。ヒトや他の哺乳類では、この雄の生殖器は陰茎として知られ、雌の生殖管（膣と呼ばれる）に入り、性交と呼ばれる過程を通じて授精を行う。陰茎には精液（精子を含む液体）が通る管がある。雌の哺乳類では、膣は子宮とつながっている。子宮は受精胚の発達（この過程を懐胎という）を直接支える器官である。
動物の性行動はその運動性から、強制的な性交を伴うことがある。たとえば、一部の昆虫種では、腹腔内の傷口から雌に授精させる外傷性授精を行うが、これは雌の健康にとって有害な過程である。

### 植物

花は顕花植物の生殖器を含む。通常、雌雄同体で、雄と雌の両方の部分を持つ。

動物と同様に、陸上植物にも特殊な雄性配偶子と雌性配偶子がある。種子植物の場合、雄性配偶子は、葯（やく）から柱頭への輸送中に、雄性配偶子形成細胞を保護する硬い被膜を持つ花粉内に含まれる還元性雄性配偶子によって生成される。種子植物の雌性配偶子は胚珠中に含まれている。これらは受精すると種子を形成し、（動物の）卵のように胚性植物の初期発達に必要な栄養素が含まれる。
顕花植物の花には生殖器が備わっている。ほとんどの顕花植物は雌雄同体であり、雄と雌の両方の部分を同じ花に持つか、あるいは同じ植物上に両方の単性花をつける。植物種の約5%は、雄・雌どちらか一方の性の個体を持っている。雌雄同体または雌花の中心にある雌の部分は雌蕊（しずい、めしべ）で、これは心皮、花柱、柱頭の部位からなる。これらの生殖単位が2つ以上融合して1つの複合雌蕊を形成し、融合した心皮が子房を形成することもある。心皮の中には胚珠（はいしゅ）があり、受精すると種子になる。花の雄の部分は雄蕊（ゆうずい、おしべ）で、これは、雌蕊と花弁の間にある長い花糸で構成され、その先端にある葯の中で花粉を作る。花粉粒が心皮の花柱の上部にある柱頭に付着すると、発芽して花粉管を生じ、花粉管は花柱の組織を伝って心皮の中へと伸びてゆき、そこに雄性配偶子の核を輸送し、胚珠と受精し、最終的に種子へと発達する。
雌雄同体植物の中には自家稔性（同じ株の花どうしで受精する性質）を持つものもあるが、植物は自家受精を回避するために、隣接的雌雄同体（後述）、分子認識システム、異型花柱性のような形態学的機構など、さまざまな自家不和合性機構を進化させてきた(pp73-74)。
松やその他の針葉樹では、生殖器は雄と雌の形態をした球果の中で作られる。雄性球果は雌性球果よりも小さく、花粉を生成し、それが風によって運ばれて雌性球果に付着する。より大きくて長寿命の雌性球果は、一般に耐久性に優れ、受精後に種子に発達する胚珠を含んでいる。
種子植物はそれ自身移動しないため、花粉粒を他の植物へ輸送するには受動的な方法に頼る。針葉樹やイネ科植物を含む多くの植物は、軽量の花粉を生成し、それが風によって近隣の植物に運ばれる。一部の顕花植物は、より重く粘着性の花粉を持つものがあり、この花粉は、昆虫や蜜や花粉の報酬を含む花に引き寄せられるハチドリやコウモリなどの大型動物による輸送に特化している。これらの動物は、雌の生殖器官を持つ他の花に移動する際に花粉を運び、受粉をもたらす。

### 真菌

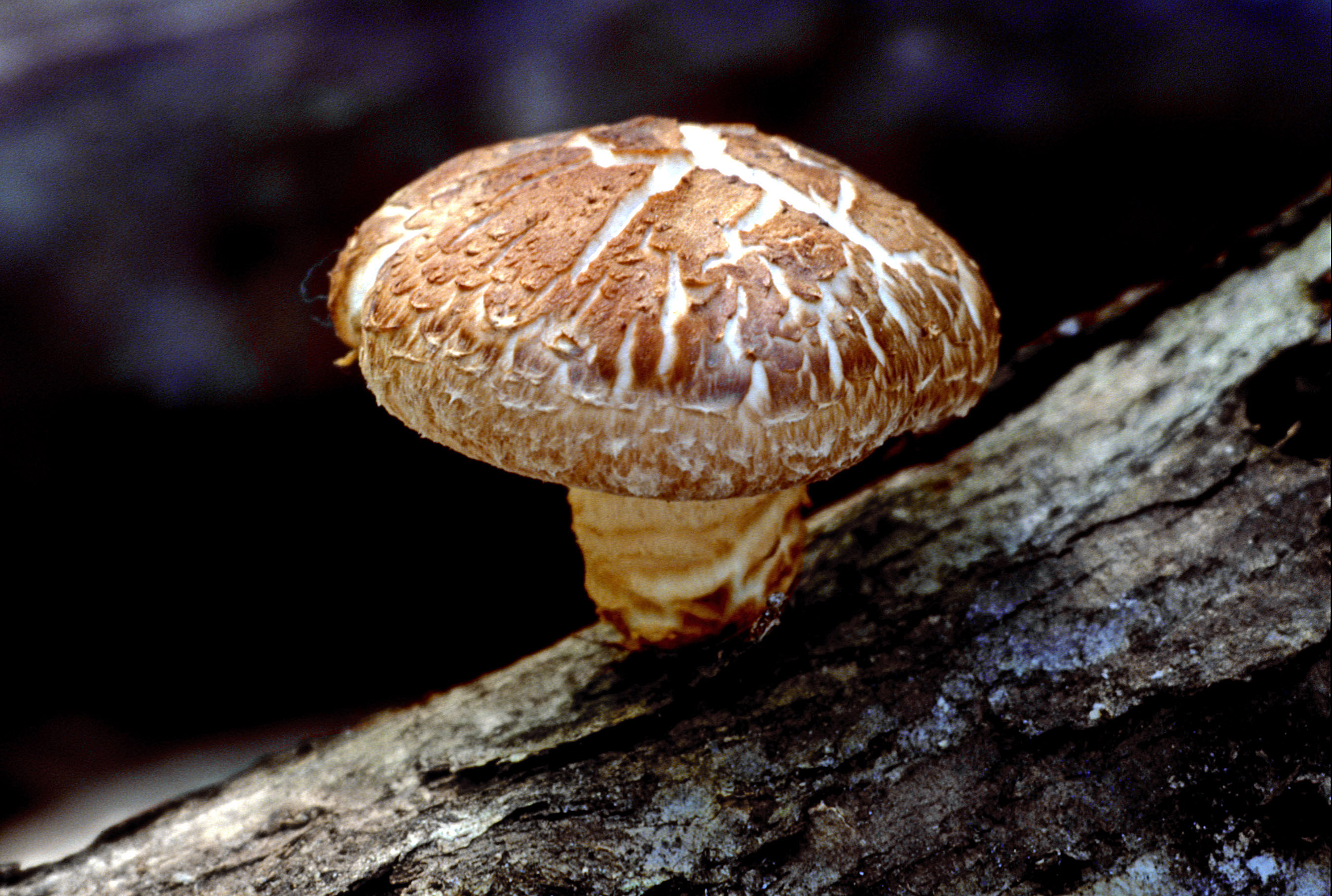
キノコは真菌類の有性生殖の一部として作られる

真菌類のほとんどの種は有性生殖が可能で、単相と複相の両方を含む生活環を持つ。これらの真菌種は一般的に同型接合性であり、雄と雌の分化を持たない。ある単数体の菌が別の菌と接触して両者の細胞が接合することもある。場合によっては非対称な融合となるが、核のみを提供する細胞（付随する細胞物質を提供しない）は、おそらく雄性と見なすことができる。菌類はまた、雄・雌・雌雄同体という性別の正確な表現ができないような、より複雑なアレル交配システムを持つこともある。
パン酵母などのいくつかの真菌類には、適合性を決定する交配型がある。同じ交配型を持つ酵母どうしが接合して二倍体細胞を形成することはなく、異なる交配型を持つ酵母とのみ融合する。
高等菌類類の多くの種では、有性生殖の一環としてキノコを生成する。キノコの中では二倍体細胞が形成され、後に分裂して単数体の胞子になる。

## 性システム
性システム（英: sexual systems）とは、ある種の生物全体における雄と雌の機能の分布である。

### 動物
約95％の動物種は雄と雌の個体が別々に存在し、雌雄異体であると呼ばれる。残りの約5%の動物は雌雄同体である。この割合の低さは、雌雄同体が存在しない昆虫種が非常に多いことに一部起因している。脊椎動物の約99%は雌雄異体であり、残りの1％の雌雄同体はほとんど魚類である。

### 植物
大部分の植物種は両性であり(p212)、雌雄同体（雄蕊と雌蕊の両方が同じ花にある）あるいは雌雄同株という。対して、雌雄異株の種では、雄と雌の性別が別々の個体にある。顕花植物の約5%が雌雄異株で、5000もの独立した起源から生じた。雌雄異株は裸子植物では一般的で、約65%の種が雌雄異株であるが、針葉樹類のほとんどは雌雄同株である。

## 性の進化
一般に、同型配偶は異型配偶の祖先であり、異型配偶は原生生物、藻類、植物、動物を含む真核生物の異なる集団において独立して何度か進化したと考えられている。異型配偶の進化は、雄の起源や雌の起源と同義である。それは、性的二型への第一歩でもあり、さまざまな性差の進化に影響を与えた。
しかしながら、異型配偶の進化を示す化石証拠が残っておらず、2006年まで、性と交配型の進化的関連性を示す遺伝学的な証拠はなかった。異型配偶が最初に雌雄同体の進化をもたらしたのか、それとも雌雄異体の進化をもたらしたのかは不明である(p213)。 
しかし、紅藻のバンギオモルファ（Bangiomorpha pubescens）の12億年前の化石は雄と雌の生殖型の分化に関する最古の化石記録であり、真核生物において性が早くから進化したことを示している。
性の原型は体外受精であった。体内受精、すなわち我々が知っているような性は後に進化し、脊椎動物が陸上に出現した後に支配的なものになった。

## 性決定システム

性は、組換えを通じて有利な形質を広めるのを助ける。この図は、有性集団(上)と無性集団(下)におけるアレル頻度の進化を比較したものである。縦軸は頻度、横軸は時間を示す。アレルa/Aとb/Bは偶然に発生する。独立して発生する有益なアレルAとBは、有性生殖によって最も有益な組み合わせABに迅速に組み合わされる。無性生殖は、すでにBを持っている個体にAが発生するか、あるいはその逆の場合にのみABを発生させることができるため、この組み合わせを達成するのに時間がかかる。

生物がどちらの性に発達するかという生物学的因果を「性決定（英: sex determination）」という。その原因には、遺伝的、環境的、単数倍数性、あるいは複数の要因の組み合わせなどがある。遺伝的性決定システムを持つ動物やその他の生物では、性染色体の存在が決定要因となることがある。また、イチョウ（Ginkgo biloba）や:203、コケ植物のゼニゴケ（Marchantia polymorpha）、顕花植物のシレネ属（Silene）の雌雄異株種など、性的二型性を持つ植物では、性染色体によって性が決定されることもある。遺伝的でないシステムの例として、ワニの発達初期時の温度などの環境的な手がかりによって、子孫の性を決定するものもある。
性決定はしばしば性分化と区別される。性決定は雄か雌のどちらかに向かう発達段階の呼称であり、一方、性分化は表現型の発達に向かう経路である。

### 遺伝的性決定

#### XY型性決定

一般的なショウジョウバエは、ヒトやほとんどの哺乳類と同様に、XY型性決定システムを持っている。

ヒトをはじめほとんどの哺乳類は、XY型性決定システムを持っている。Y染色体は雄性発達を引き起こす因子を持つため、XY型性決定はほとんどがY染色体の有無に基づいている。子孫の性別を決定するのは雄性配偶子である。この方式では、XXの哺乳類は通常は雌であり、XYは通常は雄である。ただし、XXYまたはXYYの個体は雄であり、XとXXXの個体は雌である。単孔類の哺乳類であるカモノハシは10本の性染色体をもつ珍しいもので、雌は10本のX染色体、雄は5本のX染色体と5本のY染色体を持っている。カモノハシの卵細胞はすべて5本のX染色体を持つが、精細胞は5本のX染色体を持つ場合と、5本のY染色体を持つ場合がある。
XY型性決定は、ショウジョウバエのような昆虫や、一部の植物など、他の生物にも見られる。場合によっては、性別を決定するのはY染色体の有無ではなく、X染色体の数というものもある。ショウジョウバエの場合、XYを持つ個体は雄、XXを持つ個体は雌であるが、XXYまたはXXXを持つ個体が雌になることや、Xを持つ個体が雄になることもある。

#### ZW型性決定
ZW型性決定システムを持つ鳥類では、W染色体は雌性発達に関与する因子を持っており、既定の発生は雄である。この場合、ZZの個体は雄で、ZWの個体は雌である。子孫の性別を決定するのは雌性配偶子である。この方式は鳥類、一部の魚類、および一部の甲殻類が使用している。
ほとんどのチョウやガもZW型性決定システムを持っている。雌はZ、ZZW、さらにはZZWWを持つこともある。

#### XO型性決定
XO型性決定システムでは、雄は1本のX染色体を持ち（XO）、雌は2本を持つ（XX）。ここでO（オーまたはゼロ）はY染色体の欠如を意味している。これらの二倍体生物では、他の染色体はすべて対をなしているが、X染色体は1本または2本が受け継がれる。この方式は、ほとんどのクモ形綱や、シミ（無翅亜綱）、トンボ（旧翅類）、バッタ（外翅類）などの昆虫、および一部の線虫、甲殻類、腹足類に見られる。
たとえば、コオロギ（Gryllus）の場合、X染色体が1本であれば雄として発達し、2本であれば雌として発達する。
線虫のカエノラブディティス・エレガンス（Caenorhabditis elegans）では、ほとんどの線虫がXX核型の自家受精雌雄同体であるが、ときおり染色体遺伝に異常が生じ、X染色体を1本しか持たない個体が生まれることがある。このようなXO個体は生殖能力のある雄である（そしてその子孫の半数は雄である）。

#### ZO型性決定
ZO型性決定システムでは、雄は2本のZ染色体を持ち、雌は1本を持つ。この方式はいくつかのガの種に見られる。

### 環境依存型性決定
多くの種では、性は遺伝的形質によって決まるのではなく、発達期やその後の生活で経験する温度などの環境要因によって決定される。
シダ類のケラトプテリス（Ceratopteris）などの同形胞子性シダ類では、既定の性は雌雄同体であるが、過去に雌雄同体であった土壌で生育した個体は、フェロモンのアンセリジオーゲンの影響を受けて雄として発達する。ボネリムシ科（Bonelliidae）の幼生は、雌に出会ったときだけ雄として発達することができる。

#### 隣接的雌雄同体

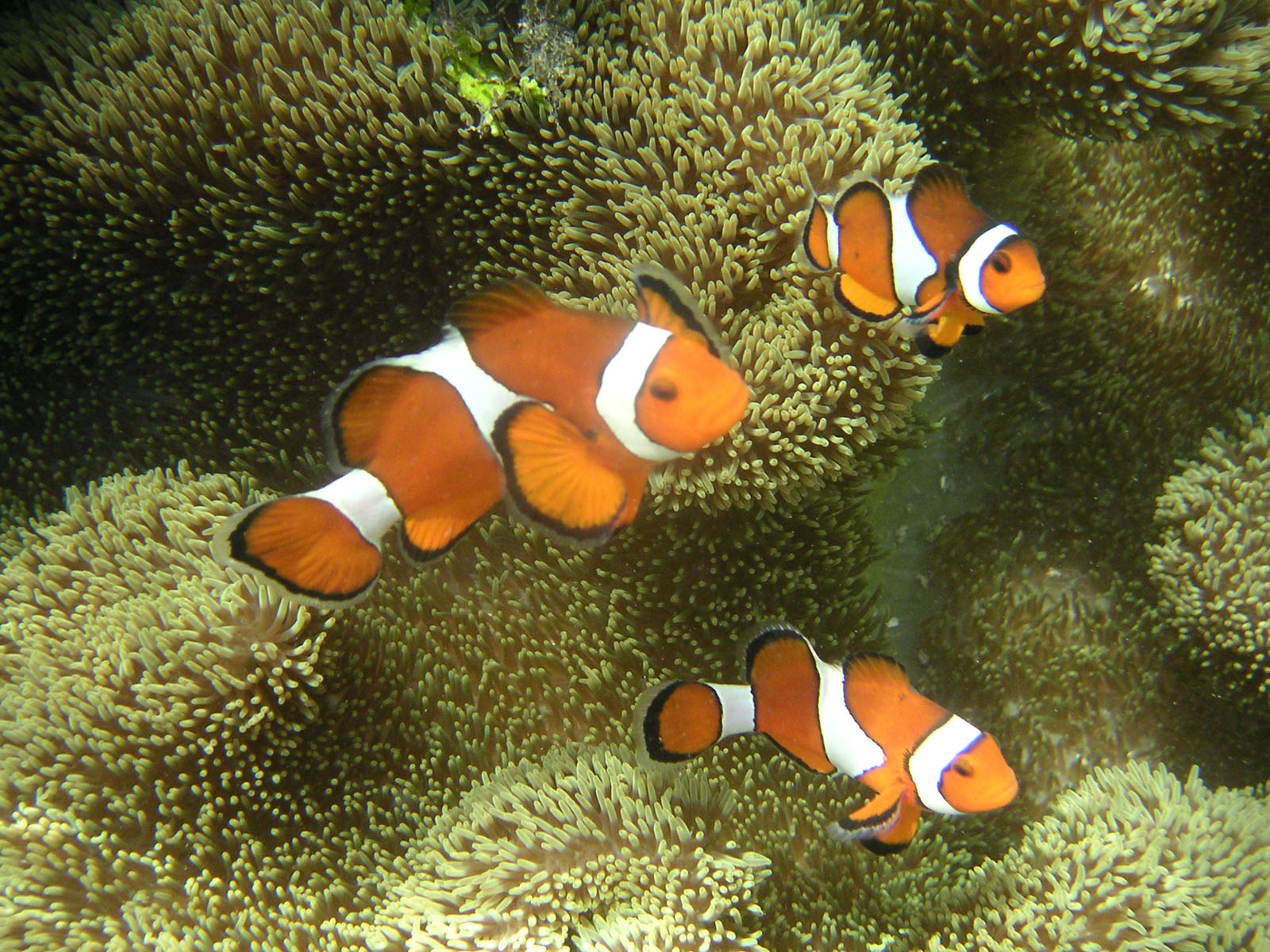
クマノミは最初は雄で、群の中で一番大きな魚が雌になる

一部の種では、生涯のうちに性転換することがあり、これは隣接的雌雄同体（英: sequential hermaphroditism、順次雌雄同体とも）と呼ばれる現象である。脊椎動物の系統の中で隣接的雌雄同体が見られるのは、真骨類（Teleostei）だけである。クマノミでは、小さい個体は雄で、群の中で支配的な最大の個体が雌になる。支配的な雌がいなくなると、その配偶者が性別を転換する。多くのベラではその逆で、最初は雌で、ある程度の大きさになると雄になる。隣接的雌雄同体は、アリサエマ・トリフィラム（Arisaema triphyllum）のような植物にも見られる。

#### 温度依存型性決定
すべてのワニやほとんどのカメを含む多くの爬虫類は、温度依存型性決定を持っている。これらの種では、胚が発達過程で経験する温度が性別を決定する。たとえば、ある種のカメでは、雄は雌と比べてより低い温度で産まれるが、ワニガメ（Macroclemys）の雌は22 °C未満か28 °Cを超える温度で生まれ、雄はその中間の温度で生まれる。

#### 単数倍数性
ミツバチやアリなどのある種の昆虫は、単数倍数性の性決定システムを用いる。二倍体化したミツバチやアリは一般的に雌で、未受精卵から発生する一倍体の個体は雄である。この性決定システムは、減数分裂の際の染色体の組み合わせではなく、受精によって子孫の性別が決定されるため（産雄単為生殖または偽産雄単為生殖の結果、雄になる）、性比に大きな偏りを生じる。

## 性比
性比（英: sex ratio）とは、ある集団における雄と雌の比率である。フィッシャーの原理で説明されるように、進化的な理由から、有性生殖を行う種では通常1:1程度である。しかし、多くの種は、周期的あるいは持続的に、均等な性比から逸脱する。たとえば、単為生殖する種、アブラムシのように周期的に交配する生物、一部の真社会性のカリバチ、ハナバチ、アリ、シロアリなどである。
ヒトの性比は、人類学者や人口統計学者にとって特に興味深いものである。人間社会では、出生時の母親の年齢や、性選択的中絶や、殺児などの要因によって、出生時の性比が大きく歪められることがある。また、農薬やその他の環境汚染物質への曝露も、大きな要因となりうる。2014年現在、世界の出生時性比は、男児107人に対し女児100人と推定されている（男児:女児=1,000人:934人）。

## 性差
異型配偶は雄と雌の根本的な相違である。リチャード・ドーキンスは、性別間の違いはすべてこれに由来すると解釈することが可能だと述べている。
ヒトの性差として一般的に、男性は体格が大きく、体毛が多い一方で、女性は胸が大きく、尻回りが広く、体脂肪率が高いことがあげられる。他の種では、雌雄の間で色彩やその他の特徴に違いがあり、雌雄でまったく異なる分類群と間違われるほど顕著な場合がある。

### 性的二型性

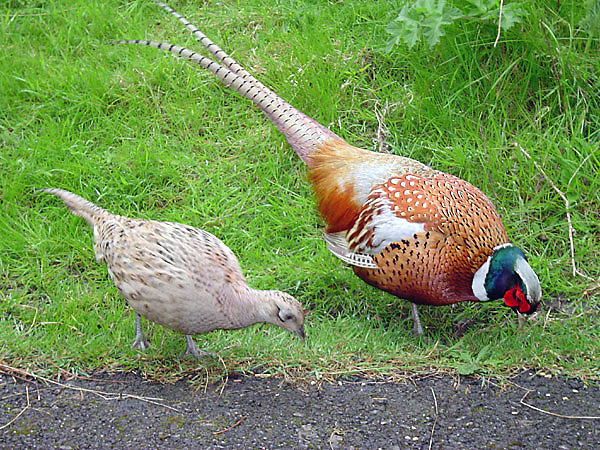
コウライキジは大きさと外見の両面において性的二型性がある

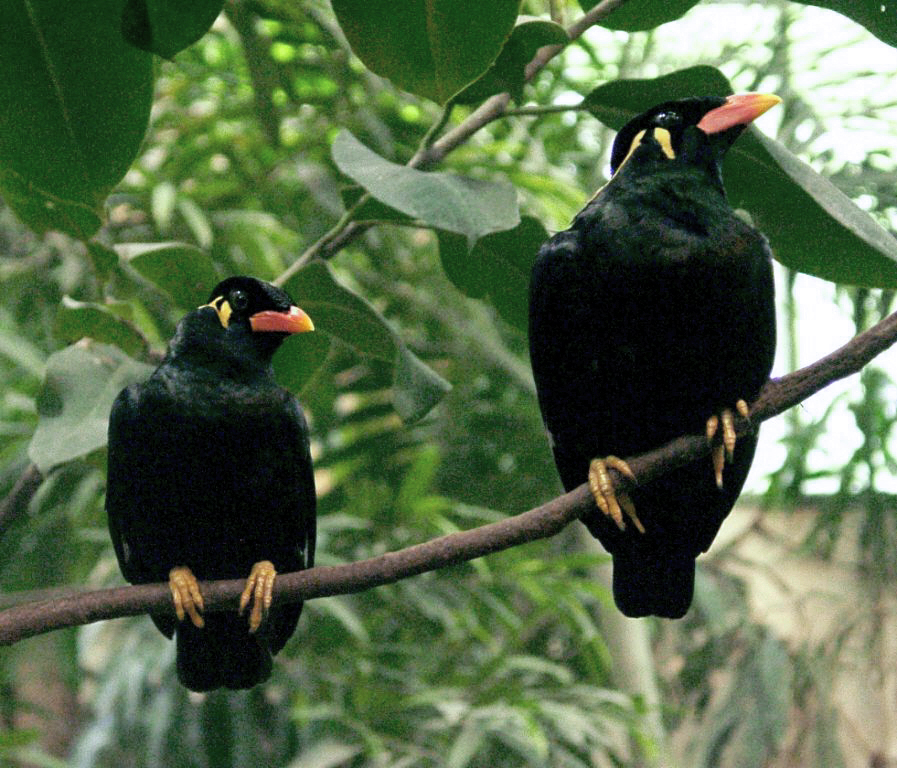
キュウカンチョウは性的単型性で、雌と雄の外観は非常に似ている

多くの動物や一部の植物では、雄と雌の個体は大きさや外見が異なり、これは性的二型性（英: sexual dimorphism）という現象である。動物における性的二型性は、しばしば性選択（異性に対する個体間での交尾競争）と関連している。多くの種では、雄は雌よりも大きな体格をしている。ゾウアザラシのように、極端な性的体格二型性を持つ哺乳動物の種は、おそらく他の雄との種内競争で成功するための淘汰により、高度に一雄多雌（いちゆうたし）化した交配系を持つ傾向がある。別の例では、シュモクバエのように、性的二型を引き起こすのは雌の嗜好性であることが示されている。
大半の動物では雌の方が体格が大きい。たとえば、クロゴケグモの雌は通常、雄の2倍の体長がある。この体格差は、精子よりも多くの栄養を必要とする卵細胞を生成する負担に関連している可能性がある。つまり、より体格が大きな雌は、より多くの卵を生成することができる。400種を超える野生の哺乳類の研究では、二型性が認められる場合は雄が雌よりも大きい傾向があるものの、ほとんどの哺乳類種で雄が大きいわけではなく、性選択における仮説の見直しを示唆した。
性的二型性が極端な場合もあり、一部のアンコウのように、雄が雌に寄生して生活するものもいる。また一部の植物種でも、コケ属のDicranum属やコケ植物のSphaerocarpos属のように、雌が雄よりも著しく大型という二型性を示すものがある。これらの属においては、二型性が性染色体に、あるいは雌からの化学的シグナル伝達に関係している可能性があるという証拠がいくつかある。
鳥類では、雄の外見が色彩に富むことが多く、雄クジャクの長い尾のように、不利に見えるような特徴を持っていることもある（たとえば、明るい色は捕食者によく目立つかもしれない）。これを説明する仮説のひとつに、ハンディキャップ理論がある。この仮説は、雄がそのようなハンディキャップ（困難）を背負っても生き伸びることを示すことで、雌に対して自身の遺伝的適応を宣伝し、そのような困難を背負わされることのない娘たちにも利益をもたらす形質である、と主張する。

### 性的特徴
性的特徴（せいてきとくちょう、英: sexual characteristics）とは、主に性的二形を示す生物における性別に関わる身体的な特徴のことを指す。これには第一次性徴や第二次性徴が含まれる。

### 行動における性差
雌雄異体性の種では通常、性別によって行動様式の違いがある。ほとんどの動物種では、雌の方が子育てに多くの時間を費やすが、カッコウ科の鳥であるバンケン属など一部の種では雄の方が多くの時間を費やす。また、ほとんどの鳥類のように、雌は交尾相手を選ぶ傾向がある。雄は雌よりも交尾に対して競争的である傾向がある。

## 参照項目
- 性配分（英語版）  - 有性種における雄と雌の生殖への資源配分に関する理論
- 性別の割り当て - ヒトの出生時に乳児の性別を判別すること
- 性別とジェンダーの区別 - 生物学的な性と、人の性と一般に関連する社会的役割との意味の区別
- 雌雄鑑別（英語版） - 動物の性別を決定する過程

## 推薦文献
- Arnqvist G, Rowe L (2005). Sexual conflict. Princeton University Press. ISBN 978-0-691-12217-5
- Alberts B, Johnson A, Lewis J, Raff M, Roberts K, Walter P (2002). Molecular Biology of the Cell (4th ed.). New York: Garland Science. ISBN 978-0-8153-3218-3
- Ellis H (1933). Psychology of Sex. London: W. Heinemann Medical Books N.B.: One of many books by this pioneering authority on aspects of human sexuality.
- Gilbert SF (2000). Developmental Biology (6th ed.). Sinauer Associates, Inc.. ISBN 978-0-87893-243-6
- Maynard-Smith J (1978). The Evolution of Sex. Cambridge University Press. ISBN 978-0-521-29302-0